# 8232 Akiramizuno
8232 Akiramizuno (1997 UW3) là một tiểu hành tinh vành đai chính được phát hiện ngày 16 tháng 10 năm 1997 bởi T. Kobayashi ở Oizumi.